# 阿武隈渓谷県立自然公園
阿武隈渓谷県立自然公園（あぶくまけいこくけんりつしぜんこうえん）は、宮城県伊具郡丸森町筆甫付近に広がる県立自然公園である。

## 概要
阿武隈川地区、渓谷と花崗岩が露出した景観の岩岳地区、岩稜・断崖地帯の夫婦岩地区、モミ・イヌブナ林やブナ・イヌブナ林のある手倉山地区の4地区からなる。
ウラジロガシを主とする照葉樹林、ブナやミズナラなどの落葉広葉樹林、モミ・イヌブナ林、シデ林、アカマツ林などが見られる。
岩上植物群落、河岸岩壁植物群落なども見られる。ムカシトンボやトワダカワゲラ、フジミドリシジミなどの昆虫類やニホンイノシシも生息している。

## 見所
- 阿武隈川
- 岩岳
- 夫婦岩
- 手倉山
- 照葉樹林、落葉広葉樹林、岩上植物群落、河岸岩壁植物群落[2]

## アクセス
- 阿武隈急行線の丸森駅から南へ車で約25分